# Subthalpa
Olivenebula là một chi bướm đêm thuộc họ Noctuidae.